# Gruppo degli anfiboli sodici

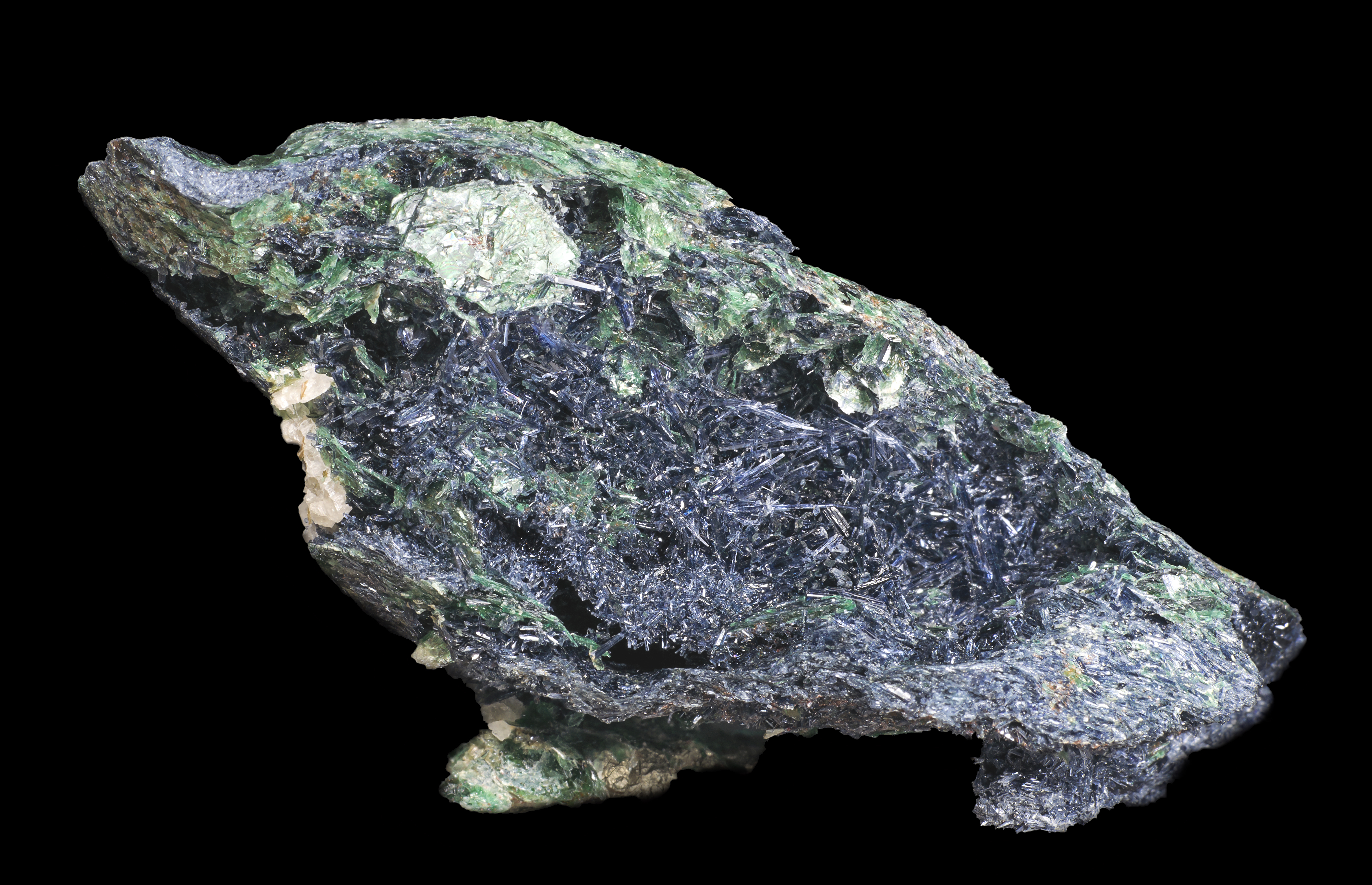
Glaucofane con fuchsite.

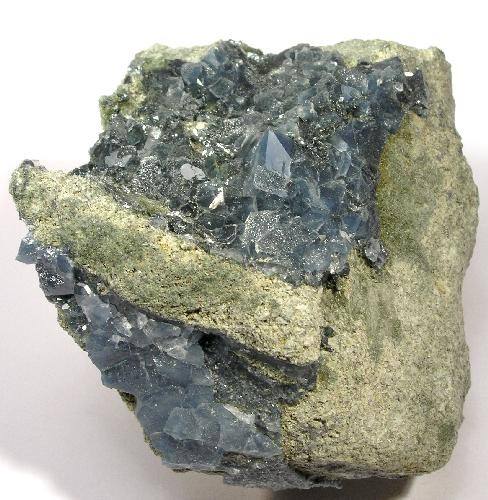
Magnesioriebeckite in cristalli di quarzo.

Il gruppo degli anfiboli sodici è un gruppo di minerali facente parte del supergruppo dell'anfibolo.

## Minerali del gruppo degli anfiboli sodici
- Arfvedsonite
- Dellaventuraite
- Eckermannite
- Ferricnybøite
- Ferro-eckermannite
- Ferro-ferri-nybøite
- Ferroglaucophane
- Fluoro-ferroleakeite
- Fluoro-magnesio-arfvedsonite
- Fluoronybøite
- Fluoro-potassic-magnesio-arfvedsonite
- Glaucofane
- Kornite
- Kôzulite
- Leakeite
- Magnesio-arfvedsonite
- Magnesioriebeckite
- Nybøite
- Obertiite
- Potassicarfvedsonite
- Potassicleakeite
- Potassic-magnesio-arfvedsonite
- Riebeckite
- Ungarettiite